# دهستان کالج
کالج، دهستانی است از توابع بخش مرکزی شهرستان نوشهر در استان مازندران ایران.

## جمعیت
براساس سرشماری سال ۱۳۸۵ جمعیت آن ۱۲۴۲۷ نفر (۳۳۶۲ خانوار) بوده‌است.